# MUSIC NIPPON
『MUSIC NIPPON』（ミュージック・ニッポン）は、ダウトの通算6枚目のアルバム。2012年2月8日に徳間ジャパンコミュニケーションズから発売された。

## 概要
3タイプ同時発売であり、-大-(初回限定盤A)、-吟-(初回限定盤B)、-醸-(通常盤) の3タイプがある。-大-(初回限定盤A)には、「MUSIC NIPPON」と「生にしがみつく」のPVとメイキング映像と特典映像付きのDVD+CD仕様となっていて、-吟-(初回限定盤B)には、ボーナストラックとインディーズ時代に収録されたシングルのカップリング曲が収録されていて、2CD仕様となっている。

## 収録曲

### type -大-/-醸-
CD
1. FESTA.
2. MUSIC NIPPON
3. 全身全霊LIVES (MN ver.)
4. 最後の晩餐
5. バラ色の人生 (MN ver.)
6. ROMAN REVOLUTION (MN ver.)
7. 素晴らしい世界
8. サイケデリコ∞サイケデリコ(MN ver.)
9. カウントダウン
10. BUDDHA COMPLEX
11. 思い出港町
12. ONE (MN ver.)
13. 生にしがみつく

DVD (-大-のみ)
1. MUSIC NIPPON (MUSIC CLIP)
2. 生にしがみつく (MUSIC CLIP)
3. バラエティーメイキング
4. バラエティー特典映像

### type -吟-
CD
1. FESTA.
2. MUSIC NIPPON
3. 全身全霊LIVES (MN ver.)
4. 最後の晩餐
5. バラ色の人生 (MN ver.)
6. ROMAN REVOLUTION (MN ver.)
7. 素晴らしい世界
8. サイケデリコ∞サイケデリコ(MN ver.)
9. カウントダウン
10. BUDDHA COMPLEX
11. 思い出港町
12. ONE (MN ver.)
13. 生にしがみつく
14. Song for you

INDIES B SIDE COLLECTION
1. Syrup
2. 獄
3. 刺青-tattoo-
4. 恋わずらひ
5. DANCE NUMBER
6. 天秤ラバーズ
7. 御礼参り
8. かげろう
9. 官能ロボット
10. 春はあけぼの